# William V. Roth Jr.
William Victor Roth Jr. est un homme politique américain, né le 22 juillet 1921 à Great Falls et mort le 13 décembre 2003 à Washington.

## Biographie

### Études et débuts professionnels
Originaire du Montana, Roth fréquente les écoles de Helena durant sa jeunesse. Diplômé de l'université de l'Oregon en 1943, il s'engage dans l'armée de terre des États-Unis. Au cours de la Seconde Guerre mondiale, Roth est déployé dans l'océan Pacifique où il sert dans le renseignement. Capitaine, il est médaillé de la Bronze Star,.
Après la guerre, il étudie à la faculté de droit de Harvard grâce à la G.I. Bill. Il est diplômé de la Harvard Business School en 1947 et de la faculté de droit de Harvard l'année suivante. Il s'inscrit au barreau de Californie en 1950, puis déménage dans le Delaware en 1954.

### Carrière politique
En 1960, il échoue à se faire élire lieutenant-gouverneur du Delaware. Il prend cependant la tête du Parti républicain de l'État.
En 1966, il est élu à la Chambre des représentants des États-Unis en battant le représentant sortant du Delaware, le démocrate Harris B. McDowell Jr. (en). En 1970, il est élu sénateur des États-Unis, succédant au républicain John J. Williams (en). Il est réélu sénateur en 1976, 1982, 1988 et 1994.
En septembre 1995, il prend la présidence de la commission des finances du Sénat. Durant son mandat de sénateur, il milite en particulier pour la réduction des impôts et des dépenses de l'État fédéral. Il est également le créateur du compte individuel d'épargne retraite Roth (Roth individual retirement account),
Lors des élections sénatoriales américaines de 2000, il est opposé au populaire gouverneur Tom Carper. La santé de Roth, âgé de 79 ans, et le besoin de changement, Roth étant sénateur depuis 30 ans, sont parmi les principaux enjeux de l'élection,. Il est largement battu par Carper, qui le devance de douze points (56 % contre 44 %).
Roth meurt le 13 décembre 2003 d'une insuffisance cardiaque. Il était l'époux de Jane Richards, juge de la cour d’appel des États-Unis pour le troisième circuit.